# Centre de la Mer et des Eaux
El Centre de la Mer et des Eaux es un acuario y un museo de la vida marina situado en el distrito 5 en el edificio del Instituto Oceanográfico en la 195, rue Saint-Jacques, en la ciudad de París, Francia.
El Instituto Oceanográfico fue fundado en 1906 por Alberto I, príncipe de Mónaco, e inaugurado en 1911. Además de los laboratorios de investigación y anfiteatros, el instituto contiene el Centre de la Mer et des Eaux dedicado a educar al público acerca de la vida marina y las cuestiones relacionadas con el medio ambiente.